# Lajos Wenzel
Lajos Wenzel (* 1979) ist Intendant, Autor und Regisseur.

## Leben
Wenzel wuchs in Lohmar bei Köln auf. Nach Abitur und Zivildienst absolvierte er eine Fotografenausbildung, die er 2001 erfolgreich abschloss. Anschließend studierte Wenzel an der staatlich anerkannten Schauspielschule „Theaterwerkstadt Berlin Charlottenburg“. 2004 debütierte er am Nationaltheater Weimar.
Engagements führten ihn anschließend unter anderem an das Berliner Ensemble, das Schlosstheater Celle, und die Badische Landesbühne, das Junge Staatstheater des Landes Berlin, das Fränkische Theater, die Bühnen der Stadt Köln, das Euro-Studio Landgraf, sowie verschiedene freie Theatergruppen in Berlin und Köln.
Von 2007 bis 2012 arbeitete Wenzel für die Kammeroper Köln als Theaterpädagoge und Oberspielleiter. Er inszenierte dort unter anderem das Musical My Fair Lady, die Opern La Traviata und Der Freischütz, die Operngala Heiterer Musenkuss, das Kinderstück Das kleine Phantom, die Operette Die Fledermaus. Als Spielleiter leitete er die Wiederaufnahmeproben von La Boheme, Don Giovanni, Im weißen Rössl und Die lustige Witwe. Seine Inszenierung Kleine Zauberflöte nach Mozart wurde 2009 für den Kölner Kinder- und Jugendtheaterpreis nominiert.
2009 bis 2011 war er bei den Kinderopernfesten am Festspielhaus Baden-Baden für das theaterpädagogische Programm zuständig, bei denen er unter anderem seine eigene Version der Kleinen Zauberflöte mit über 250 Beteiligten (Kindern, Jugendlichen, Profisängern und Musikern) inszenierte. 2010 und 2011 war er Spielleiter beim Festivals „Monschau Klassik“. Auf der bis zu 1700 Zuschauer fassenden Freilichtbühne inszenierte er mit der Kammeroper Köln u. a. die Opern Freischütz, La Traviata, und Die Fledermaus.
Von 2012 bis 2017 war Wenzel stv. Intendant des Junges Theaters Bonn, Deutschlands bestbesuchtem Kinder- und Jugendtheater und inszenierte dort u. a. die Musicals Der kleine Drache Kokosnuss, Sams im Glück, Die Chroniken von Narnia, Pünktchen und Anton (nominiert für den Deutschen Musicalpreis) und die modernen Dramen Tschick und Supergute Tage (Monica-Bleibtreu-Publikums-Preis der Deutschen Privattheatertage Hamburg). Im Contra-Kreis Theater inszenierte er Terror von Ferdinand von Schirach, Der Messias, Amadeus, Die Niere und Die Mausefalle.
Wenzel ist Autor, Regisseur und Produktionsleiter der alljährlichen Divertissementchen des Kölner Männer-Gesangvereins in der Oper Köln.
Von 2019 bis 2023 war Lajos Wenzel Intendant der Landesbühne Rheinland-Pfalz mit Sitz im Schlosstheater Neuwied. 
Ab Sommer 2023 ist Wenzel als Intendant im Stadttheater Trier tätig.
Lebt mit seiner Familie zwischen Köln und Bonn.

## Inszenierungen (seit 2010 – Auswahl)
- 2021: "Corona Colonia" Oper Köln
- 2020: "Corona Papers" Landesbühne Rheinland-Pfalz
- 2020: "Fidelio vom Rhing" Oper Köln
- 2019: "Die Schwätzer", Autor, Theater Gießen
- 2019: "Die Comedian Harmonists" Kammeroper Köln
- 2019: "Die Mausefalle" Contra-Kreis Theater Bonn
- 2019: "Die Niere" Contra-Kreis Theater Bonn
- 2019: "Offenbach" Oper Köln
- 2018: "Messias" Contra-Kreis-Theater Bonn
- 2018: "Oskar Schindlers Liste" Konzertdirektion Hanover
- 2018: "Im Weißen Rössl" Schlossfestspiele Neersen
- 2018: "Lotte in Weimar" Altes Schauspielhaus Stuttgart
- 2018: "Die Rache von Melaten" Oper Köln
- 2017: "Millenium Domum" Bonner Münster
- 2017: "Amadeus" Contra-Kreis Theater Bonn
- 2017: "Luther'" Landesbühne Rheinland-Pfalz im Schlosstheater Neuwied
- 2017: "Circus Colonia" Oper Köln
- 2016: "Terror" Contra-Kreis-Theater, Junges Theater Bonn
- 2016: "Ganz schön geheim" Oper Köln
- 2015: "Supergute Tage – oder die Sonderbare Welt des Christopher Boone" Junges Theater Bonn
- 2015: "Der kleine Drache Kokosnuss rettet die Welt" Junges Theater Bonn
- 2015: "Diva Colonia UA" Co-Regie, Oper Köln
- 2014: "Pünktchen und Anton – Das Musical" UA Junges Theater Bonn
- 2013: "Tschick" Junges Theater Bonn
- 2014: "Der Scheinheilige UA" Co-Regie, Oper Köln
- 2013: "Die Chroniken von Narnia DEA" Junges Theater Bonn
- 2013: "Das große Welttheater" Stadt Lohmar
- 2013: "Vivat Colonia" UA, Co-Regie, Oper Köln
- 2012: "Sams im Glück UA", Junges Theater Bonn
- 2012: "Der kleine Drache Kokosnuss UA" Junges Theater Bonn
- 2012: "Kölsche Jungfrau, dringend gesucht" UA Oper Köln
- 2010: "My Fair Lady" Kammeroper Köln, Deutsche Musical Company
- 2011: "La Traviata" Hohenloher Kultursommer, Festival Monschau Klassik, Kammeroper Köln
- 2011: "Das kleine Phantom" Kammeroper Köln
- 2010: "Die Fledermaus" Festival Monschau Klassik, Kammeroper Köln
- 2010: "Der Freischütz" Festival Monschau Klassik, Kammeroper Köln
- 2010: "Die kölschen Witwe" Co-Regie, Oper Köln
- 2010: "Die kleine Zauberflöte (Kinderoper), Kammeroper Köln, Festspielhaus Baden-Baden,
- 2010: "Ronja Räubertochter" Stadt Lohmar, Regionale 2010
- 2010: "Der heitere Musenkuss" Kammeroper Köln

## Rollen (Auswahl)
- 2010: „Gieselher“ in Die Nibelungen von Moritz Rinke, Regie Kalle Kubik, Schlosstheater Celle
- 2009: „Christian Buddenbrook“ nach Thomas Manns Buddenbrooks, Regie Kalle Kubik, Schlosstheater Celle
- 2008: „Peter Pan“ im Stück Peter Pan nach J. M. Barrie, Regie Peter Lotschak, Schlosstheater Celle
- 2008: „Tanzmeister“ im Stück Der Bürger als Edelmann von Jean-Baptiste Molière, Regie Peter Lotschak, Schlosstheater Celle
- 2008: „Herr Blühmel“, Loriots dramatische Werke von Vicco von Bülow, Regie Jan Bodinus, Schlosstheater Celle
- 2007: „Hutmacher“, Alice im Wunderland, Musical nach Lewis Carrol, Regie Jan Bodinus, Schlosstheater Celle
- 2007: „Sägerobert“, Dreigroschenoper von Bert Brecht und Kurt Weill, Regie Kalle Kubik, Schlosstheater Celle
- 2007: „Herr Albin“, Der Zauberberg nach Thomas Mann, Regie Frank Mathus, Euro-Studio Landgraf
- 2006: „Zauberer Kaschnur“, Kalif Storch nach Wilhelm Hauff, Regie Olaf Peters, Badische Landesbühne
- 2006: „Herzog Buckingham“, Die drei Musketiere nach Alexandre Dumas, Regie Carsten Ramm, Badische Landesbühne
- 2006: „Alexander Schmorell“, Die Weiße Rose von Maar/Aelter, Regie Michael Klemm, Fränkisches Theater
- 2006: „Camper“, Die Eine und die Andere, Regie Luc Bondy, Berliner Ensemble
- 2005: „Chor der Schweizer“, Wilhelm Tell von Friedrich Schiller, Nationaltheater Weimar